# Olga Tañón

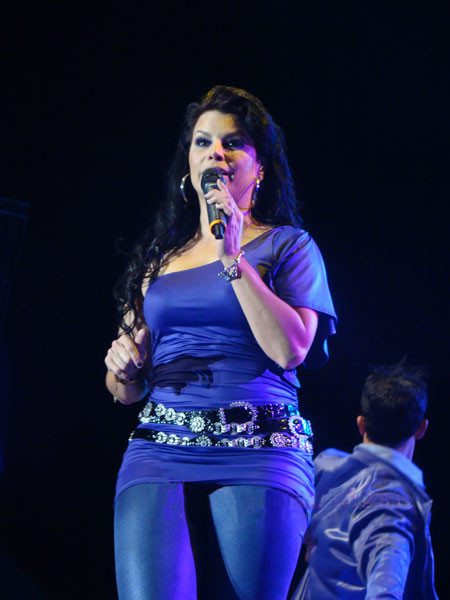
Olga Tañón

 Olga Tañón (* 13. April 1967 in Santurce, Puerto Rico) ist eine puerto-ricanische Sängerin.

## Stil und Bedeutung
Olga Tañón gehört zu den bekanntesten Vertretern des Merengue und wird auch die Königin des Merengue (La Reina del Merengue) genannt. Olga Viva, Viva Olga (2001) und Yo Por Ti (2002) erhielten Grammy Awards für das beste Merengue Album.
Wie viele andere lateinamerikanische Sänger hat sie auch Salsa Titel im Repertoire.

## Diskografie

### Alben
| Jahr | Titel                                | Höchstplatzierung, Gesamtwochen, AuszeichnungChartplatzierungen (Jahr, Titel, Platzierungen, Wochen, Auszeichnungen, Anmerkungen) | Höchstplatzierung, Gesamtwochen, AuszeichnungChartplatzierungen (Jahr, Titel, Platzierungen, Wochen, Auszeichnungen, Anmerkungen) | Anmerkungen |
| Jahr | Titel                                | US | Latin | Anmerkungen |
| ---- | ------------------------------------ | --- | --- | ----------- |
| 1994 | Mujer De Fuego                       | — | Latin28 (15 Wo.)Latin |             |
| 1995 | Siente El Amor                       | — | Latin5 (39 Wo.)Latin |             |
| 1996 | Exitos Y Mas                         | — | Latin9 (16 Wo.)Latin |             |
| 1996 | Nuevos Senderos                      | US170 Gold · (2 Wo.)US | Latin2 (64 Wo.)Latin |             |
| 1997 | Llevame Contigo                      | US175 (1 Wo.)US | Latin1 (54 Wo.)Latin |             |
| 1998 | Te Acordaras De Mi                   | US111 (2 Wo.)US | Latin1 ×2Doppelplatin · (26 Wo.)Latin                                                                                             |             |
| 2000 | Olga Viva, Viva Olga                 | — | Latin6 Platin · (14 Wo.)Latin |             |
| 2001 | Yo Por Ti                            | — | Latin4 Platin · (34 Wo.)Latin |             |
| 2002 | Sobrevivir                           | — | Latin11 Platin · (19 Wo.)Latin |             |
| 2003 | A Puro Fuego                         | — | Latin23 (7 Wo.)Latin |             |
| 2005 | Como Olvidar: Lo Mejor De Olga Tanon | — | Latin64 (2 Wo.)Latin |             |
| 2005 | Una Nueva Mujer                      | US196 (1 Wo.)US | Latin5 Platin · (16 Wo.)Latin |             |
| 2006 | Soy Como Tú                          | US126 (2 Wo.)US | Latin4 Gold · (17 Wo.)Latin |             |
| 2007 | Exitos En 2 Tiempos                  | — | Latin10 Gold · (17 Wo.)Latin |             |
| 2008 | Fuego En Vivo Vol. 1: Solo Exitos    | — | Latin20 (6 Wo.)Latin |             |
| 2008 | Fuego En Vivo Vol. 2: Solo Exitos    | — | Latin20 (6 Wo.)Latin |             |
| 2009 | 4/13                                 | — | Latin20 (9 Wo.)Latin |             |
| 2011 | Ni Una Lagrima Mas                   | — | Latin15 (7 Wo.)Latin |             |
| 2013 | Una Mujer                            | — | Latin6 (10 Wo.)Latin |             |
| 2017 | Olga Tanon y Punto                   | — | Latin15 (2 Wo.)Latin |             |

Weitere Alben
- 1992: Sola

### Singles
| Jahr | Titel Album                                  | Höchstplatzierung, Gesamtwochen, AuszeichnungChartsChartplatzierungen (Jahr, Titel, Album, Platzierungen, Wochen, Auszeichnungen, Anmerkungen) | Anmerkungen                           |
| Jahr | Titel Album                                  | Latin | Anmerkungen                           |
| ---- | -------------------------------------------- | --- | ------------------------------------- |
| 1993 | Una Mujer Rota Sola                          | Latin19 (8 Wo.)Latin |                                       |
| 1993 | Contigo O Sin Ti Mujer De Fuego              | Latin20 (10 Wo.)Latin |                                       |
| 1994 | Muchacho Malo Mujer De Fuego                 | Latin24 (6 Wo.)Latin |                                       |
| 1994 | Vendras Llorando Mujer De Fuego              | Latin27 (6 Wo.)Latin |                                       |
| 1994 | Presencie Tu Amor Mujer De Fuego             | Latin9 (12 Wo.)Latin |                                       |
| 1994 | No Me Puedes Pedir Mujer De Fuego            | Latin25 (4 Wo.)Latin |                                       |
| 1994 | Receta Del Amor Siente El Amor               | Latin30 (5 Wo.)Latin |                                       |
| 1994 | Es Mentiroso Siente El Amor                  | Latin23 (5 Wo.)Latin |                                       |
| 1995 | Entre La Noche Y El Dia Siente El Amor       | Latin9 (8 Wo.)Latin |                                       |
| 1995 | Ya Me Canse Siente El Amor                   | Latin21 (3 Wo.)Latin |                                       |
| 1995 | Aun Pienso En Ti Siente El Amor              | Latin28 (3 Wo.)Latin |                                       |
| 1995 | Una Noche Mas Siente El Amor                 | Latin31 (3 Wo.)Latin |                                       |
| 1996 | Exitos Y Mas                                 | Latin13 (7 Wo.)Latin |                                       |
| 1996 | Basta Ya! Nuevos Senderos                    | Latin1 (13 Wo.)Latin |                                       |
| 1996 | Me Subes, Me Bajas, Me Subes Nuevos Senderos | Latin3 (10 Wo.)Latin |                                       |
| 1996 | Mi Eterno Amor Secreto Nuevos Senderos       | Latin21 (5 Wo.)Latin |                                       |
| 1997 | En Ti Nuevos Senderos                        | Latin34 (1 Wo.)Latin |                                       |
| 1997 | Serpiente Mala Llévame Contigo               | Latin9 (9 Wo.)Latin |                                       |
| 1997 | Porque No Te Encontre Llévame Contigo        | Latin35 (1 Wo.)Latin |                                       |
| 1997 | Llego El Amor Llévame Contigo                | Latin22 (7 Wo.)Latin |                                       |
| 1998 | El Frio De Tu Adios Llévame Contigo          | Latin4 (19 Wo.)Latin |                                       |
| 1998 | Asi Es El Amor Llévame Contigo               | Latin34 (2 Wo.)Latin |                                       |
| 1998 | Para Estar Contigo                           | Latin30 (10 Wo.)Latin | mit Luis Damon                        |
| 1998 | Tu Amor Te Acordarás de Mí                   | Latin4 (9 Wo.)Latin |                                       |
| 1999 | Escondidos Te Acordarás de Mí                | Latin4 (10 Wo.)Latin | mit Cristian Castro                   |
| 1999 | Enganame Te Acordarás de Mí                  | Latin35 (3 Wo.)Latin |                                       |
| 1999 | Hielo Y Fuego Te Acordarás de Mí             | Latin23 (10 Wo.)Latin |                                       |
| 2001 | Como Olvidar Yo Por Ti                       | Latin1 (26 Wo.)Latin |                                       |
| 2002 | Mienteme Yo Por Ti                           | Latin18 (10 Wo.)Latin |                                       |
| 2003 | Asi Es La Vida Sobrevivir                    | Latin1 (26 Wo.)Latin |                                       |
| 2003 | No Podras Sobrevivir                         | Latin10 (15 Wo.)Latin |                                       |
| 2003 | Cuando Tu No Estas A Puro Fuego              | Latin34 (4 Wo.)Latin |                                       |
| 2005 | Bandolero Una Nueva Mujer                    | Latin6 (18 Wo.)Latin |                                       |
| 2005 | Vete Vete Una Nueva Mujer                    | Latin15 (9 Wo.)Latin |                                       |
| 2006 | Desilusioname Soy Como Tú                    | Latin4 (18 Wo.)Latin |                                       |
| 2007 | Flaca O Gordita Soy Como Tú                  | Latin34 (9 Wo.)Latin |                                       |
| 2008 | Hoy Quiero Confesarme Éxitos En 2 Tiempos    | Latin35 (8 Wo.)Latin |                                       |
| 2008 | Cosas Del Amor Éxitos En 2 Tiempos           | Latin48 (3 Wo.)Latin | feat. Milly Quezada oder Jenni Rivera |
| 2009 | Hoy Quiero Confesarme Éxitos En 2 Tiempos    | Latin35 (8 Wo.)Latin |                                       |

## Filmografie
- 1999: Con la música por dentro